# TeXShop
TeXShop è un editor per TeX/LaTeX sviluppato per macOS e rilasciato sotto licenza GNU GPL.
Il programma fu sviluppato dal professor Richard Koch, matematico americano, specificatamente per l'interfaccia grafica Aqua di macOS e in modo da sfruttare il supporto PDF nativo del sistema operativo della Apple.
Mitsuhiro Shishikura migliorò il programma aggiungendo la possibilità di trasferire espressioni matematiche direttamente all'interno di presentazioni Keynote.
TeXShop richiede la presenza nel sistema di una distribuzione di TeX ed è attualmente parte integrante di MacTeX, distribuzione per Mac di TeX.